# بلبل سرام الذهبي
بلبل سرام الذهبي (الاسم العلمي: Alophoixus affinis) (بالإنجليزية: Golden Bulbul)‏ هو نوع من الطيور يتبع جنس البلبل الذهبي من فصيلة البلابل.